# Антоніо Ельгера
Антоніо Ельгера (ісп. Antonio Helguera, 8 листопада 1965 — 25 червня 2021) — мексиканський художник-мультиплікатор. Його роботи переважно охоплювали теми як мексиканської, так і міжнародної політики. Вважається, що він використовував карикатури як інструмент свободи слова, оскільки це дозволяло доносити важливі питання до широкого загалу, незалежно від соціально-економічного статусу аудиторії.

## Біографія
Він вивчав гравюру в Національній школі живопису, скульптури та гравюри Ла Есмеральда . У 1983 році він почав кар'єру політичного карикатуриста в газеті El Día . Він продовжив цю роботу в La Jornada (де регулярно з'являлися його карикатури) і Siempre!, а також El Chahuistle та El Chamuco, співредактором яких він також був. У 1996 і 2002 роках отримав Premio Nacional de Periodismo (Національна журналістська премія).
Антоніо Ельгера помер від серцевого нападу 25 червня 2021 року.